# 全国知事会
全国知事会（ぜんこくちじかい）は、地方自治法第263条の3に基づき設立された都道府県知事の全国的連合組織。主に地方行財政に関し、国への要望や政策提言を行う。略称はNGA（National Governors' Association）。全国都道府県議会議長会、全国市長会、全国市議会議長会、全国町村会、全国町村議会議長会と共に地方自治確立対策協議会を組織している。

## 沿革

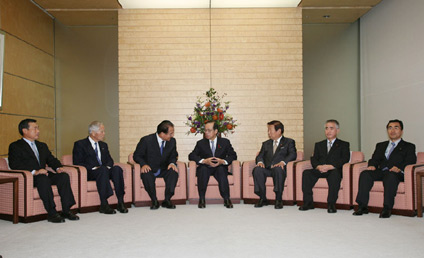
全国知事会など地方六団体の代表と内閣総理大臣との会談（2007年10月4日、首相官邸にて）

- 1947年10月1日 - 全国地方自治協議会連合会設立
- 1950年10月11日 - 現名称に改称

## ブロック
地域ブロックの境界にある一部の県は、複数のブロックの知事会に参加している。
- 北海道東北地方知事会
  - 北海道、青森県、岩手県、宮城県、秋田県、山形県、福島県、新潟県
- 関東地方知事会
  - 茨城県、栃木県、群馬県、埼玉県、千葉県、東京都、神奈川県、山梨県、長野県、静岡県
- 北関東磐越五県知事会議
  - 福島県、茨城県、栃木県、群馬県、新潟県
- 中部圏知事会議
  - 富山県、石川県、福井県、山梨県、長野県、岐阜県、静岡県、愛知県、三重県、滋賀県
- 近畿ブロック知事会
  - 福井県、三重県、滋賀県、京都府、大阪府、兵庫県、奈良県、和歌山県、鳥取県、徳島県
- 中国地方知事会
  - 鳥取県、島根県、岡山県、広島県、山口県
- 四国知事会
  - 徳島県、香川県、愛媛県、高知県
- 九州地方知事会
  - 山口県、福岡県、佐賀県、長崎県、熊本県、大分県、宮崎県、鹿児島県、沖縄県

## 歴代会長
会長の任期は2年。2003年より、5人の知事の推薦の元に立候補した候補者から、選挙により選出される。
| 全国知事会会長 |            |            |                                 |
| 代             | 氏名       | 役職       | 任期                            |
| 初代           | 安井誠一郎 | 東京都知事 | 1947年10月01日 - 1959年04月18日 |
| 第2代          | 東龍太郎   | 東京都知事 | 1959年05月05日 - 1967年04月22日 |
| 第3代          | 桑原幹根   | 愛知県知事 | 1967年05月10日 - 1975年02月14日 |
| 第4代          | 木村守江   | 福島県知事 | 1975年05月23日 - 1976年08月02日 |
| 第5代          | 奥田良三   | 奈良県知事 | 1976年08月24日 - 1980年07月09日 |
| 第6代          | 鈴木俊一   | 東京都知事 | 1980年07月18日 - 1995年04月22日 |
| 第7代          | 長野士郎   | 岡山県知事 | 1995年05月23日 - 1996年11月11日 |
| 第8代          | 土屋義彦   | 埼玉県知事 | 1996年11月21日 - 2003年07月18日 |
| 第9代          | 梶原拓     | 岐阜県知事 | 2003年09月12日 - 2005年02月02日 |
| 第10代         | 麻生渡     | 福岡県知事 | 2005年02月17日 - 2011年04月22日 |
| 第11代         | 山田啓二   | 京都府知事 | 2011年04月26日 - 2018年04月15日 |
| 第12代         | 上田清司   | 埼玉県知事 | 2018年04月17日 - 2019年08月30日 |
| 第13代         | 飯泉嘉門   | 徳島県知事 | 2019年09月03日 - 2021年09月02日 |
| 第14代         | 平井伸治   | 鳥取県知事 | 2021年09月03日 - 2023年09月02日 |
| 第15代         | 村井嘉浩   | 宮城県知事 | 2023年09月03日 -                |

## 事務局所在地
- 東京都千代田区平河町二丁目6番3号 都道府県会館内（6階・3階）

## 会議
- 全国知事会議：年2回（7月・12月）開かれる。
- 正副会長会議